# Lijst van gemeentelijke monumenten in Voorthuizen
De plaats Voorthuizen, onderdeel van de gemeente Barneveld, kent 22 gemeentelijke monumenten:
| Object                                                | Bouwjaar | Architect  | Locatie                   | Coördinaten                   | Nr.      | Afbeelding                                    |
| ----------------------------------------------------- | -------- | ---------- | ------------------------- | ----------------------------- | -------- | --------------------------------------------- |
| Woning                                                |          |            | Bakkersweg 3-5            | 52° 11' 12" NB, 5° 36' 36" OL | 0203/136 | Woning                                        |
| Boerderij, bakhuis, schaapskooi, hooiberg             |          |            | Baron van Nagellstraat 49 | 52° 10' 45" NB, 5° 35' 56" OL | 0203/137 | Boerderij, bakhuis, schaapskooi, hooiberg     |
| Voormalig dubbel woonhuis met winkel en atelier       | 1939     |            | Beatrixlaan 1-3           | 52° 11' 5" NB, 5° 36' 13" OL  | 0203/138 | Meer afbeeldingen                             |
| Landhuisje, incl. oprijlaantje                        |          |            | Brugveenseweg 33          | 52° 10' 59" NB, 5° 38' 1" OL  | 0203/139 | Landhuisje, incl. oprijlaantje                |
| Voormalig stationsgebouw met voormalige goederenloods | 1903     |            | De Ruijterlaan 4b         | 52° 10' 55" NB, 5° 35' 50" OL | 0203/140 | Meer afbeeldingen                             |
| Landhuis                                              | 1929     |            | Harremaatweg 38           | 52° 11' 15" NB, 5° 37' 56" OL | 0203/141 | Meer afbeeldingen                             |
| Herenhuis                                             |          |            | Hoofdstraat 125           | 52° 11' 6" NB, 5° 36' 6" OL   | 0203/142 | Herenhuis                                     |
| Woning                                                |          |            | Hoofdstraat 134           | 52° 11' 7" NB, 5° 36' 14" OL  | 0203/143 | Woning                                        |
| Woning                                                |          |            | Hoofdstraat 138           | 52° 11' 9" NB, 5° 36' 15" OL  | 0203/144 | Woning                                        |
| Gereformeerde kerk                                    | 1927     | B.W. Plooy | Hoofdstraat 142           | 52° 11' 10" NB, 5° 36' 18" OL | 0203/145 | Gereformeerde kerk                            |
| Middenstandswoning                                    |          |            | Kerkstraat 23             | 52° 11' 20" NB, 5° 36' 25" OL | 0203/146 | Middenstandswoning                            |
| Dubbel woonhuis                                       |          |            | Kerkstraat 26-28          | 52° 11' 21" NB, 5° 36' 26" OL | 0203/147 | Dubbel woonhuis                               |
| Nederlands Hervormde Pastorie                         |          |            | Kerkstraat 33             | 52° 11' 23" NB, 5° 36' 23" OL | 0203/148 | Nederlands Hervormde Pastorie                 |
| Woning, werkplaats                                    |          |            | Kerkstraat 50             | 52° 11' 25" NB, 5° 36' 24" OL | 0203/149 | Woning, werkplaats                            |
| Boerderij genaamd "De Sprielhof"                      |          |            | Koninginnelaan 33         | 52° 11' 10" NB, 5° 36' 36" OL | 0203/150 | Boerderij genaamd "De Sprielhof"              |
| Twee schaapskooien                                    |          |            | Overhorsterweg 34         | 52° 11' 35" NB, 5° 35' 48" OL | 0203/151 | Twee schaapskooien                            |
| Lijkenhuisje                                          |          |            | Rubensstraat 67           | 52° 11' 36" NB, 5° 36' 28" OL | 0203/152 | Lijkenhuisje                                  |
| Historisch gedeelte begraafplaats Diepenbosch         |          |            | Rubensstraat 67           | 52° 11' 36" NB, 5° 36' 28" OL | 0203/153 | Historisch gedeelte begraafplaats Diepenbosch |
| Boerderij, schuur en pomp                             |          |            | Rijksweg 90               | 52° 10' 29" NB, 5° 34' 6" OL  | 0203/154 | Boerderij, schuur en pomp                     |
| Boerderij, schuur, hooibergen                         |          |            | Verbindingsweg 4          | 52° 10' 46" NB, 5° 35' 19" OL | 0203/155 | Boerderij, schuur, hooibergen                 |
| Kippenhok                                             |          |            | Verbindingsweg 4          | 52° 10' 46" NB, 5° 35' 19" OL | 0203/156 | Kippenhok                                     |
| Boerderij                                             |          |            | Zeumerseweg 69            | 52° 10' 13" NB, 5° 36' 19" OL | 0203/157 | Boerderij                                     |